# François Levaillant
François Levaillant (conegut en vida com a Le Vaillant, "El Valent") (neix el 6 d'agost de 1753 – i mor el 22 de novembre de 1824) va ser un autor francès, explorador, naturalista, zoolòleg col·leccionista, i ornitòleg destacat. Va descriure moltes espècies d'aus basat en la recopilació que va fer a l'Àfrica i diversos ocells portarien el seu nom degut als seus treballs. Va ser dels primers a utilitzar les làmines en color per a il·lustrar els ocells i es va oposar a l'ús de la nomenclatura binominal introduïda per Linnaeus, preferint en canvi la utilització descriptiva de noms francesos com el bateleur (que significa "equilibrista") per reconèixer l'Àguila saltimbanqui.

## Vida
François Le Vaillant va néixer a Paramaribo, la capital de la Guaiana holandesa (Surinam), fill d'un ric mercader francès de Metz, que havia pres una posició com la Cònsol francès. Va créixer enmig de boscos, i aviat va tenir interès per investigar la fauna local, disparant ocells. Quan el seu pare va tornar a Europa, en 1763, va estudiar història natural a Metz. Va passar prop de dos anys a Alemanya i set anys a la regió Lorraine. El 1777, una visita a París li va permetre examinar els gabinets d'història natural i el seu interès en ornitologia va anar creixent progressivament.

### Viatges al Cap
Va ser enviat per Jacob Temminck a través de la Companyia de les Indies Orientals holandesa a la Província del Cap de Sud-àfrica en 1780, on va recollir exemplars animlas fins al juliol de 1784 on va fer el seu camí de tornada a Holanda. Va fer tres viatges, una al voltant de Ciutat del Cap i la Badia de Saldanha (d'abril a agost de 1781), una cap a l'est del Cap (desembre 1781 a c. D'octubre de 1782) i el tercer al nord de la Riu Orange i el Namaqualand (juny de 1783 a c. de maig de 1784). Els Investigadors han hagut d'ajustar d'alguna manera les dates facilitades per Levaillant. Durant la primera expedició, el seu vaixell va ser atacat i enfonsat pels anglesos, deixant-lo amb poc més que una pistola i una mica de diners.

### De retorn a Europa

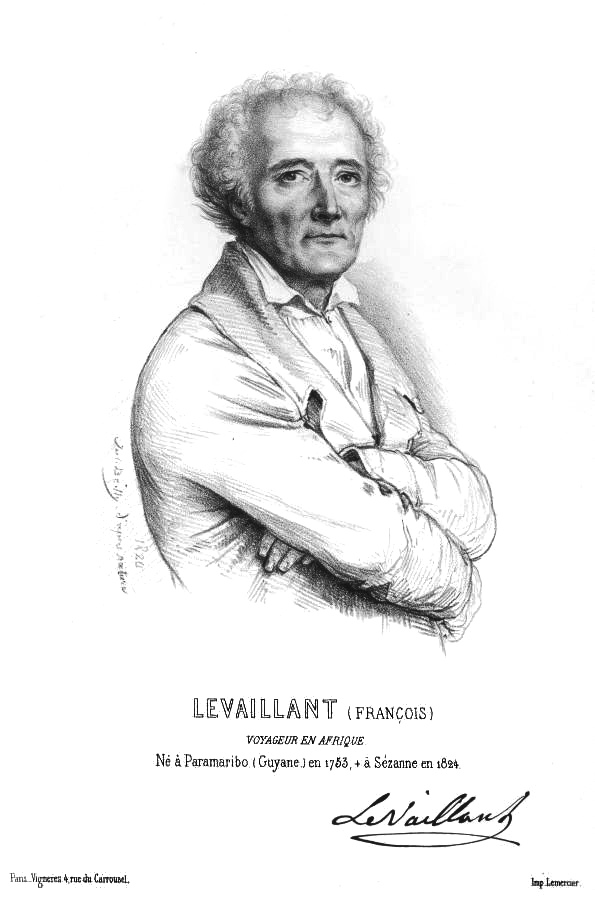
Retrat

Al seu retorn va publicar Voyage dans l'intérieur de l'Afrique (1790, 2 vols.), i Second voyage dans l'intérieur de l'Afrique (1796, 3 vols.), ambdues van ser traduïdes a diversos idiomes. També publicà Histoire naturelle des oiseaux d'Afrique (1796-1808, 6 vols.) amb dibuixos de Jacques Barraband, Histoire naturelle des oiseaux de paradis (1801-06), Histoire naturelle des cotingas et des todiers (1804) i Histoire naturelle des calaos (1804). Les il·lustracions de Levaillant sovint van influir en noms científics donats per, entre d'altres, Vieillot, Stephens i Wilkes.
Va ser a París durant l'època de la Revolució francesa on va ser fet presoner el 1793. No obstant això seria alliberat després del derrocament de Robespierre, i a partir de llavors es va retiraria a una finca a La Noue, prop de Sézanne. Le Vaillant va morir en la pobresa a La Noue, prop de Sézanne (Marne). Le Vaillant es va casar tres vegades. Va tenir deu fills, tres dels quals van ser il·legítims. Va ser besoncle del poeta francès Charles Baudelaire.

## Exemplars
Més de 2.000 pells d'aus van ser enviats a Jacob Temminck, que havia finançat l'expedició, i aquestes van ser posteriorment estudiades pel seu fill Coenraad Jacob Temminck i incorporades a la col·lecció del museu a Leiden. Altres exemplars es van mantenir al gabinet de Johan Raye van Breukelerwaard (1699-1737). Aquesta col·lecció va ser comprada al segle xix pel Rijksmuseum van Natuurlijke Historie (des de 2012 Centre de Biodiversitat Naturalis de Leiden.

## Viatger i etnògraf

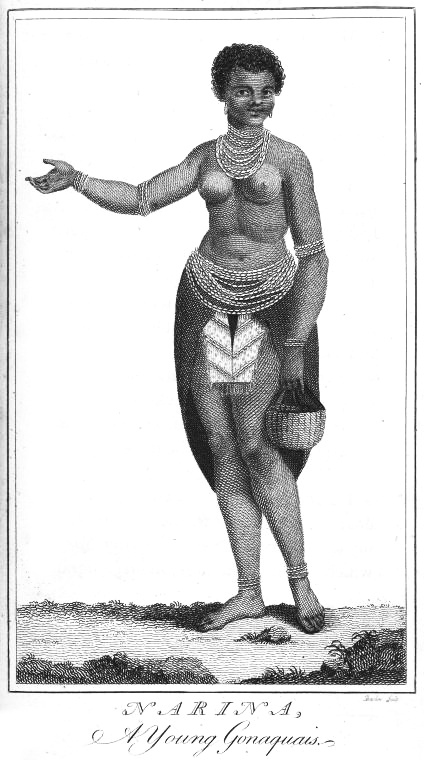
Narina

Com a viatger a l'Àfrica, Le Vaillant va tendir a descriure els pobladors de l'Àfrica sense prejudicis per les persones. Va compartir la idea del "Noble salvatge" de Rousseau i la condemna de la civilització. Va descriure la bellesa de la Narina, un nom que va utilitzar per una dona Khoekhoe de Gonaqua, després d'una flor, una relació una mica inusual que hauria de ser socialment menys acceptada en el posterior període colonial. Es va quedar embadalit amb la Narina, i va deixar de pintar el seu cos amb ocre i carbó i va viure amb Le Vaillant durant molts dies. Quan va marxar, li va donar molts regals, però ella li va dir que estava enfonsada en una profunda malenconia. Va nomenar el Narina trogon en reconeixement seu. Ella va ser una precursora la Vénus hottentot de Sara Baartman. Le Vaillant percebia els colons holandesos d'una manera negativa. Com a valent experimentador, va permetre a un metge Hottentot diagnosticar-lo quan va caure malalt i va escriure sobre l'èxit del tractament i curació. Amb els seus desplaçaments per Sud-àfrica, observant la natura i reflexionant sobre ell mateix i la humanitat, se l'ha considerat com un pioner de la literatura de viatges, mentre que inventava alhora la idea del "safari" de fauna salvatge, tot i que no va fer ús de la paraula d'origen Àrab.

## Ornitòleg

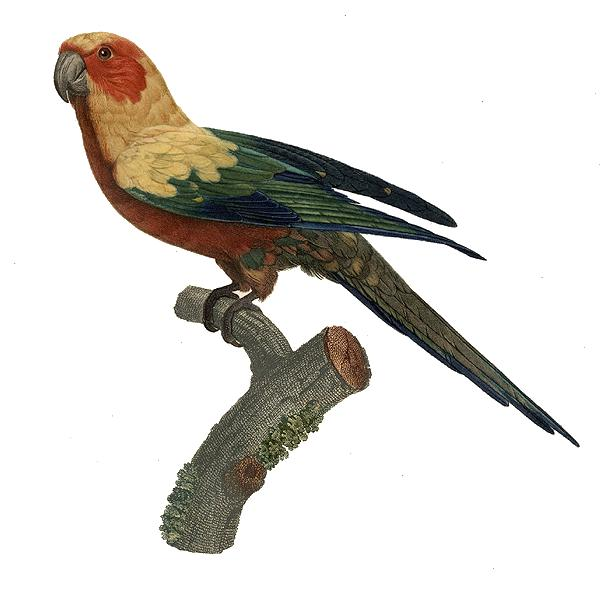
Il·lustració per Jacques Barraband per la Histoire Naturelle des Perroquets de Le Vaillant

Le Vaillant va oposar a la sistemàtica de la nomenclatura introduïda per Carl linnaeus i només va utilitzar noms francesos a les espècies que va descobrir. Alguns d'aquests encara estan en ús com a noms comuns, com ara bateleur, la paraula francesa d'equilibrista, per la forma en que l'ocell mou les seves ales. Altres naturalistes es van preferir assignar noms binomials als seus nous descobriments, alguns d'aquests commemorant el seu nom:
- Barbet de Levaillant (Trachyphonus vaillantii)
- Cisticola de Levaillant
- Cucut de Levaillant
- Lloro de Levaillant
- Tchagra de Levaillant
- Picot de Levaillant

Le Vaillant va ser dels primers a considerar l'ús de làmines de cololr en les seves descripcions d'aus. Va instal·lar els seus exemplars d'aus, conservant-los amb una dissolució d'arsènic, en postures realistes i els il·lustradors van mostrar-los tal qual ells els havia muntat. Es va assegurar que el Lànid fiscal es mostrés juntament amb un insecte empalat en espina. Les seves descripcions del comportament dels ocells també es van considerar pioneres. Va utilitzar el nom francès "bateleur", pels equilibris en què es mou l'àguila Terathopius ecaudatus i els moviments característics de la banda que l'au fa a l'aire, molt similars a la d'ajust que un equilibrista faria amb un pol d'equilibri
Va anomenar l'`Aguila pescadora africana Vocifer pels crits i údols distintius i sorollosos fets mentre tira cap enrere el seu cap. També va ser el primer a utilitzar la notació musical per descriure cant dels ocells. Molt bon observador de la conducta, va ser dels primers a notar que l'Agapornis (Agapornis roseicollis) niat dins dels nius de les sociable teixidor (Philetairus socius). S'ha suggerit que podria haver estat una gran influència en l'estil i l'art de John James Audubon.
Una anàlisi de les col·leccions de Le Vaillant fets per Carl Sundevall el 1857 identificava deu ocells que no poden ser assignats definitivament a qualsevol espècie, deu que van ser fabricades per espècies múltiples i cinquanta espècies que no podrien haver arribat des de la regió del Cap com hauria afirmat.

## Obra
- Francois Le Vaillant: Travels into the interior parts of Africa, by way of the Cape of Good Hope; in the years 1780, 1781 82, 83, 84, and 85. London 1796
- Francois Le Vaillant:  New travels into the interior parts of Africa, by way of the Cape of Good Hope, in the years 1783, 84 and 85. London 1796 Volume 1 Volume 2 Volume 3

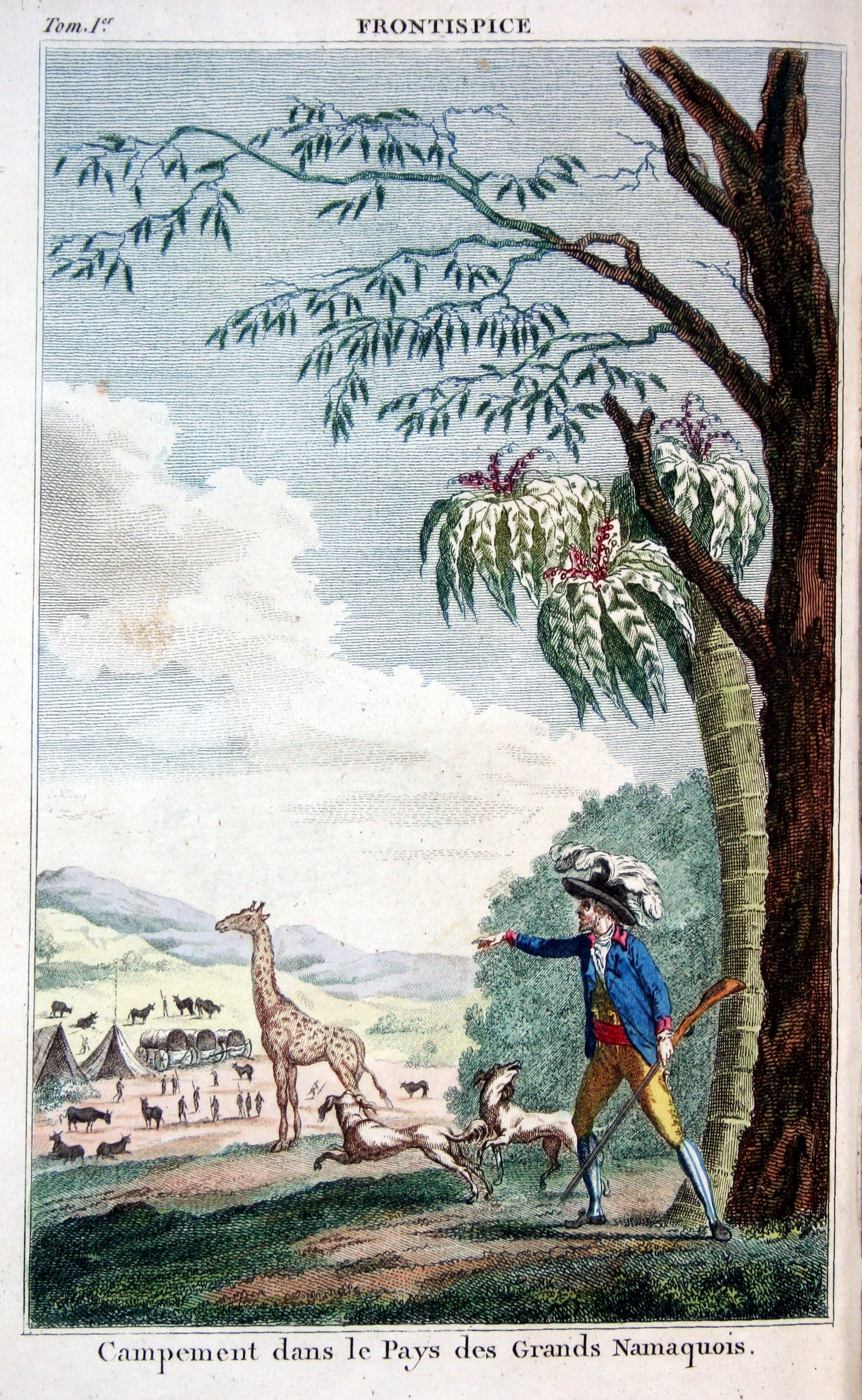
Frontispici de Voyage dans l'intérieur de l'afrique

- François Le Vaillant: Voyage de M. Le Vaillant dans l'Intérieur de l'Afrique par Le Cap de Bonne Espérance, dans Les années 1783, 84 & 85. Paris Leroy, 1790, 2 volumes.
- François Levaillant: Second voyage dans l'intérieur de l'Afrique, par le Cap de Bonne-Espérance, dans les annees 1783, 84 et 85. Paris H.J. Jansen et Comp., An III (1795), 3 volumes. vol.1, vol. 2, vol 3
- Histoire naturelle d'une partie d'oiseaux nouveaux et rares de l'Amérique et des Indes : ouvrage destiné par l'auteur à faire partie de son ornithologie d'Afrique. Paris 1801. 1. vol.
- Histoire naturelle des perroquets, Paris Levrault, Schoell & Cie, An IX-XII (1801–1805), 2 volumes. vol.1 Gallica Internet Archive, vol. 2 Gallica Internet Archive
- Histoire naturelle des oiseaux de paradis et des rolliers, suivie de celles des toucans et des barbus, Paris, Denné le jeune & Perlet, (1801–1806), 2 volumes. (Biodiversity Heritage Library)
- Histoire naturelle des promérops et des guêpiers (et des couroucous et touracos, faisant suite à celle des oiseaux de paradis), Paris Levrault, (1806) 1807, (1816 ou 1818) 3 volumes.
- Histoire Naturelle des Oiseaux d'Afrique. Paris, Delachaussee, XIII-1805-1808. 6 volumes (Biodiversity Heritage Library)
- Partie Méridionale de l'Afrique depuis le Tropique du Capricorne jusqu'au Cap de Bonne Espérance contenant les Pays des Hottentots, des Cafres et de quelques autres Nations / dressée pour le Roi sur les observations de M. Le Vaillant par M. de Laborde, ancien premier valet de chambre du Roi, gouverneur du Louvre, l'un des Fermiers généraux de Sa Majesté (Map illustrating the travels of Le Vaillant)